# Serendipaceratops
Serendipaceratops („Rohatá tvář ze Serendip (Srí Lanky)“) byl rod menšího ptakopánvého býložravce, možná patřícího do čeledi Leptoceratopsidae (zařazení je však nejisté vzhledem k nekompletnosti fosilního materiálu). Tento menší býložravý dinosaurus žil na území současné Austrálie v období spodní křídy (asi před 115 miliony let). Serendipaceratops byl popsán na základě nálezu jediné (případně dvou) loketní kosti a jeho taxonomické zařazení je tak velmi nejisté. V současnosti jej nelze s jistotou přiřadit k žádné známé skupině ptakopánvých dinosaurů, proto jde o nomen dubium.
Druhové jméno dinosaura, popsaného manželskou dvojicí paleontologů Richových v roce 2003, odkazuje k postavě slavného spisovatele Arthura C. Clarkea. Lokalitou objevu dinosaura je rovněž proslulá zátoka Dinosaur Cove na jihu Austrálie. Tento malý dinosaurus dosahoval hmotnosti několika kilogramů.